# Adony–Adony Dunapart-vasútvonal
A MÁV Adony–Adony Dunapart-vasútvonala egy egyvágányú, nem villamosított, nagyvasúti szárnyvonal Fejér vármegyében.

## Jellemzői
A rövid, iparvágány-szerű vonal Adony vasútállomás után ágazik ki a (42.) Pusztaszabolcs–Dunaújváros–Paks-vasútvonalból. Ezt követően kelet felé fordul, keresztezi a Perkátai utcát, az Adonyi főcsatorna mentén halad, végül a Dunaparthoz érve északra kanyarodik, és egy kisebb teherpályaudvarban végződik, ahol kikötő és gabonatárház található.
A vonalon kizárólag teherszállítás zajlik, személyforgalma nincs.